# Courchevel (skigebied)
Courchevel is een wintersportgebied in de Franse Alpen, meer bepaald in de Tarentaisevallei in het departement Savoie. Het ligt op het grondgebied van de gelijknamige gemeente. Courchevel is een van de drie oorspronkelijke valleien van het megaskigebied Les 3 Vallées en heeft de naam een exclusief en mondain skioord te zijn. Het is ook bekend geworden als finishplaats in de Ronde van Frankrijk. 
Het skigebied omvat een aantal skidorpen. Het grootste en hoogst gelegen is Courchevel 1850 of kortweg Courchevel. Daaronder liggen Courchevel Moriond (1650), Courchevel Village (1550) en Courchevel Le Praz (1300). Verder westwaarts ligt La Tania. Nog lager ligt het historische dorp Saint-Bon-Tarentaise. Courchevel is een van de oudste Franse skigebieden; de hoger gelegen skistations van Courchevel werden uit het niets opgebouwd vanaf de jaren 1930.
Courchevel grenst in het westen aan Méribel.
Courchevel is ook bekend om zijn gevaarlijke landingsbaan (Altiport de Courchevel): 525 meter lang, een hellingsgraad van 18,5 procent en een vlucht langs besneeuwde bergtoppen en skipistes. Slechts weinig piloten kunnen hier landen, en zij die dat willen, moeten eerst een zware training ondergaan voor ze een vergunning krijgen.

## Geografie

### Skidorpen

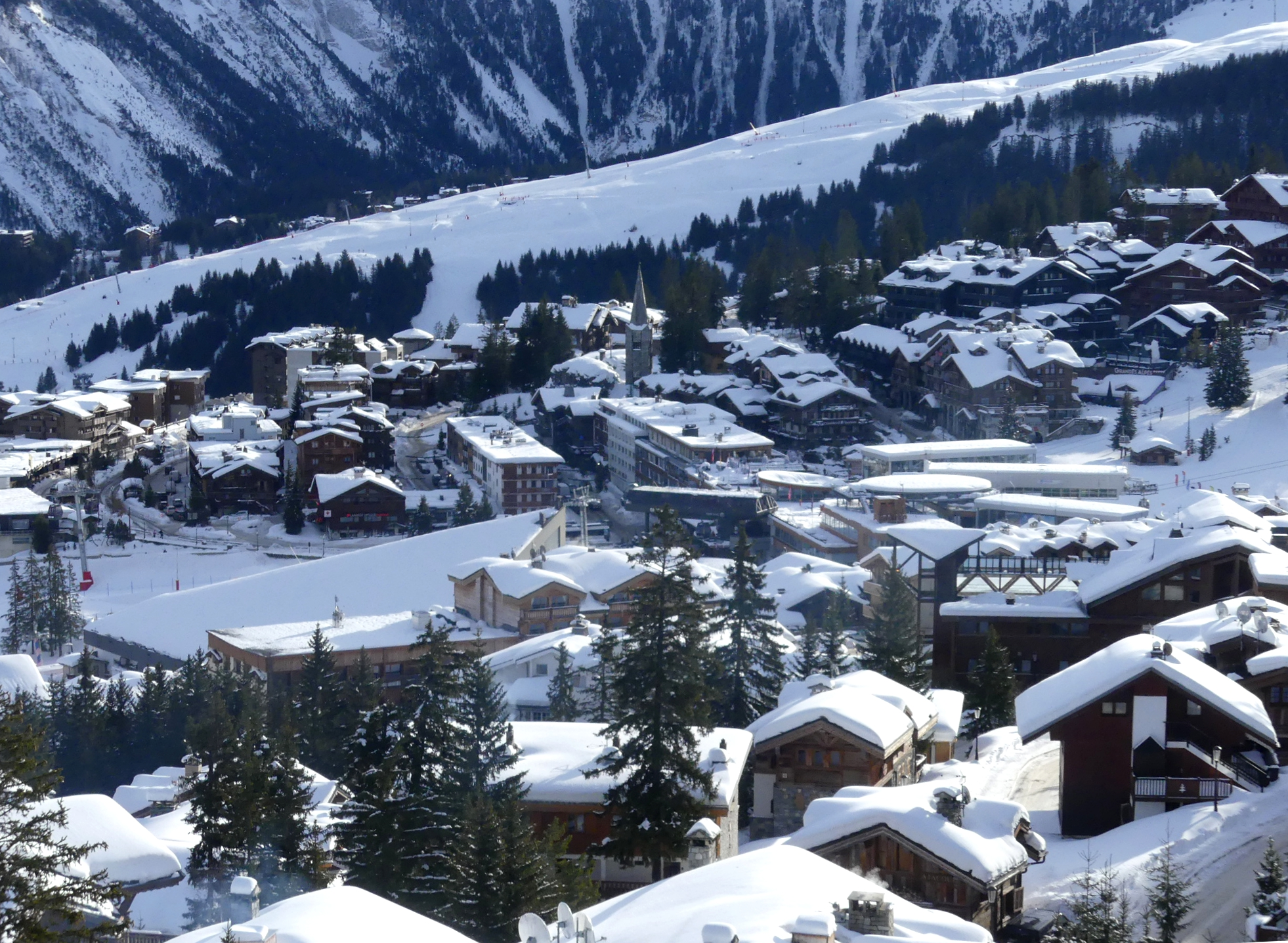
Courchevel 1850
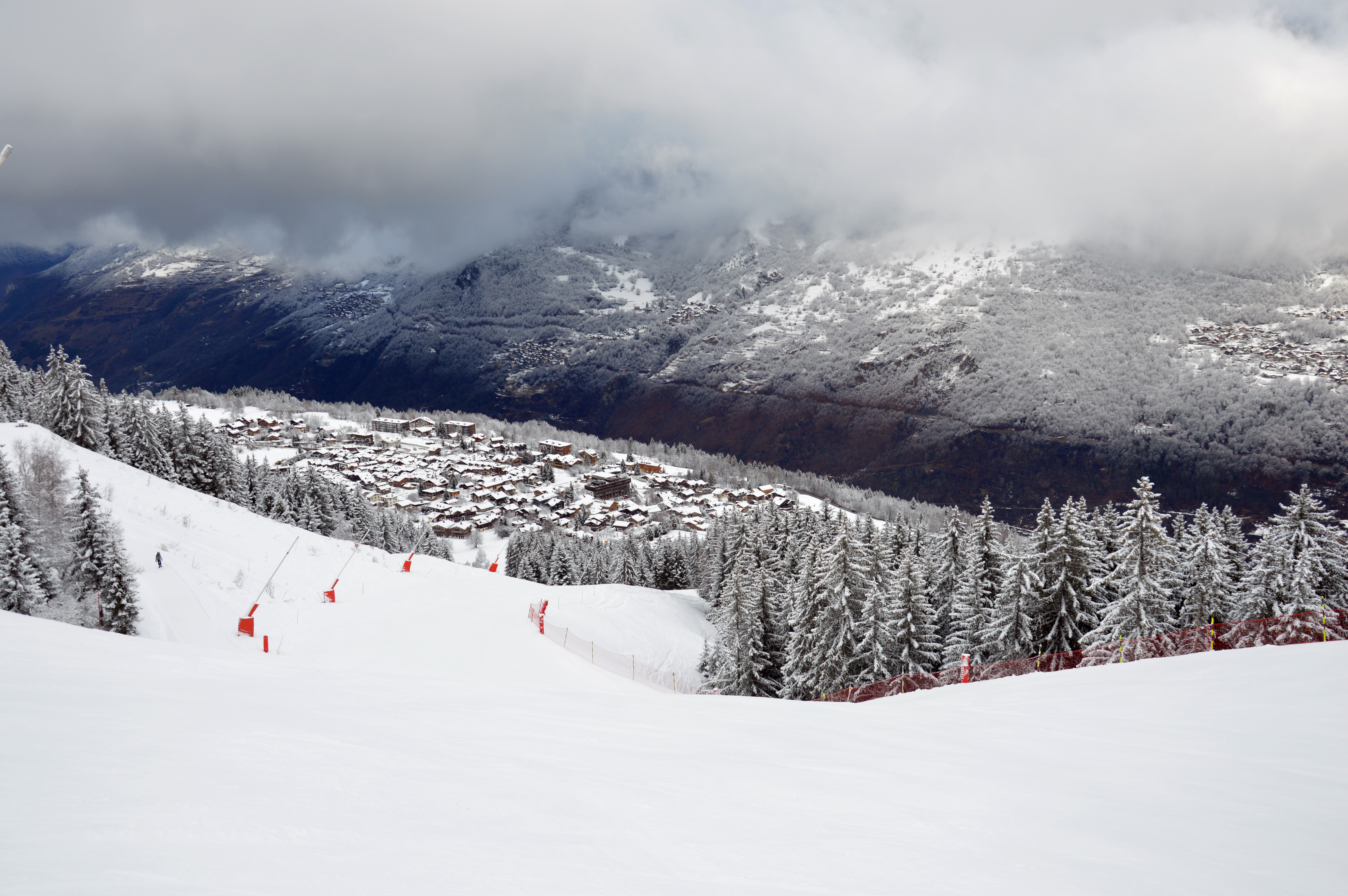
Courchevel Le Praz
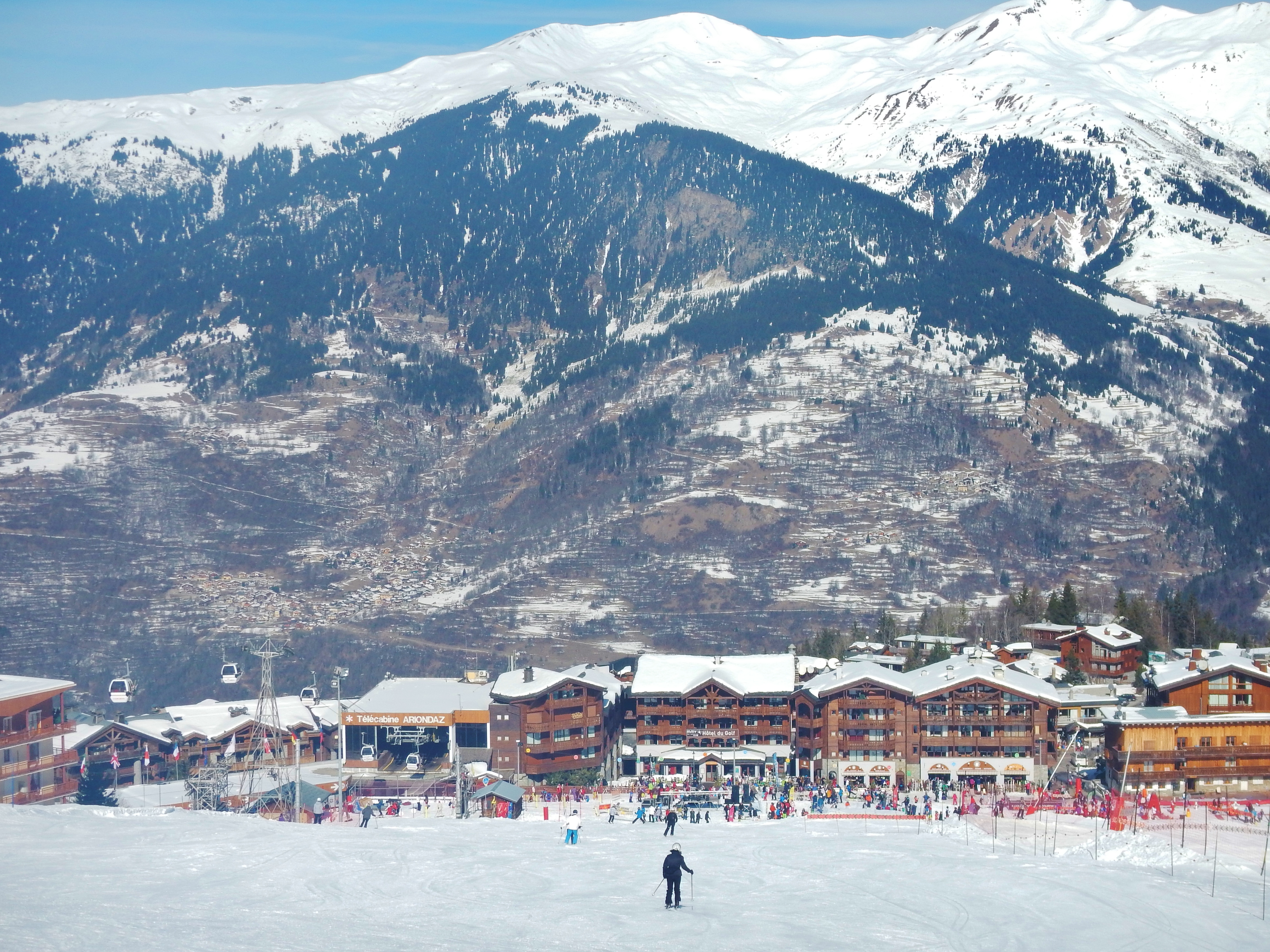
Courchevel Moriond
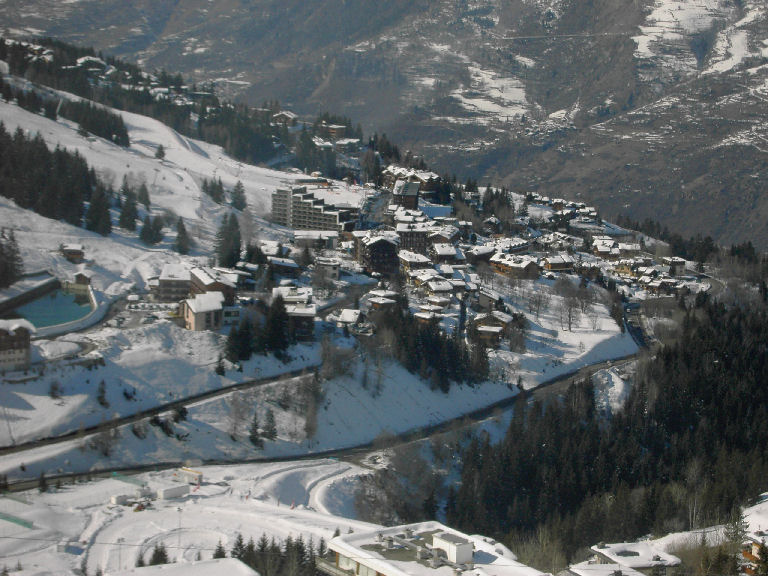
Courchevel Village
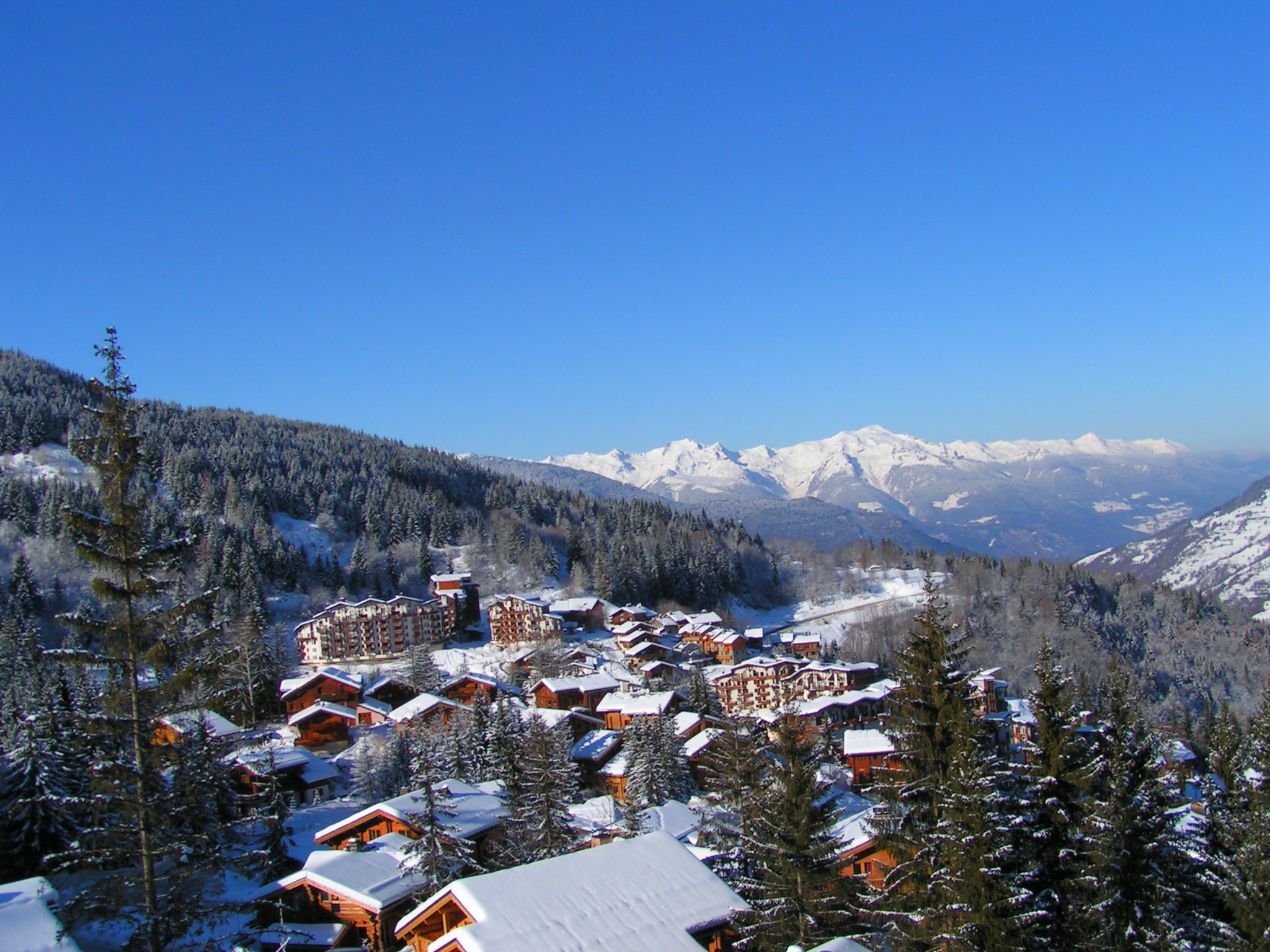
La Tania
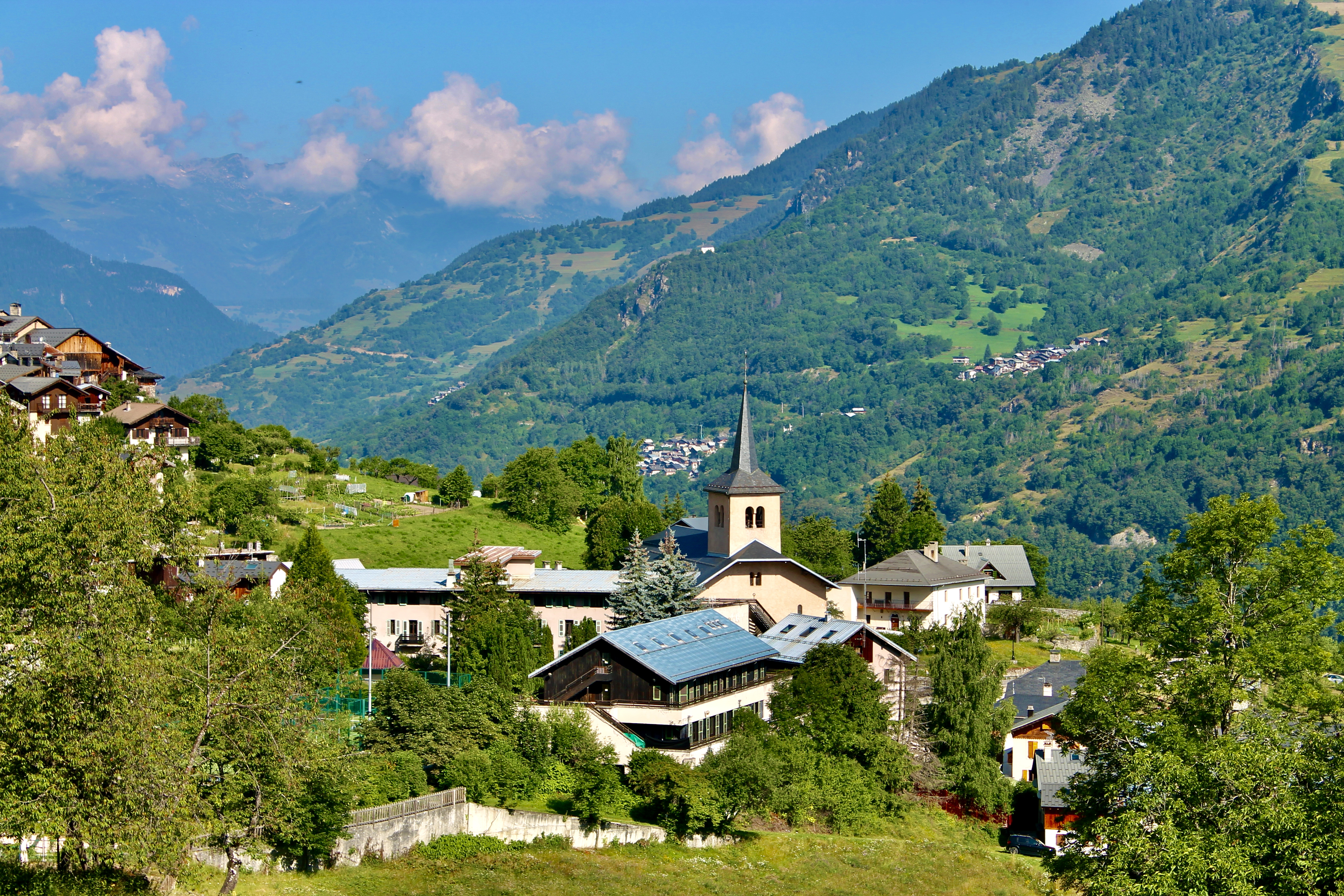
Saint-Bon-Tarentaise

## Wielrennen
Courchevel is tot nu toe vier keer opgenomen geweest in de Ronde van Frankrijk. De beklimming is lang, maar niet steil. De eerste winnaar was Richard Virenque in de Ronde van Frankrijk 1997. Marco Pantani won op indrukwekkende wijze op de Courchevel in de Ronde van Frankrijk 2000, twee dagen later na zijn overwinning op de Mont Ventoux die hem volgens Lance Armstrong cadeau was gedaan. Hiervan was Marco Pantani niet gediend en nam op de uitspraak sportieve revanche. Alejandro Valverde won in de Ronde van Frankrijk 2005, waar hij in een spannende strijd samen met Lance Armstrong, Michael Rasmussen en Francisco Mancebo de sterkste was in de eindsprint. In 2023 werd eerst de Col de la Loze bedwongen, met na een kort afdaling een finish op het vliegveld van Courchevel. Dit keer kwam de Oostenrijker Felix Gall solo als winnaar over de streep.
| Jaar | Winnaar            | Nationaliteit |
| ---- | ------------------ | ------------- |
| 1997 | Richard Virenque   | Frankrijk     |
| 2000 | Marco Pantani      | Italië        |
| 2005 | Alejandro Valverde | Spanje        |
| 2023 | Felix Gall         | Oostenrijk    |